# Schabtai Schavit

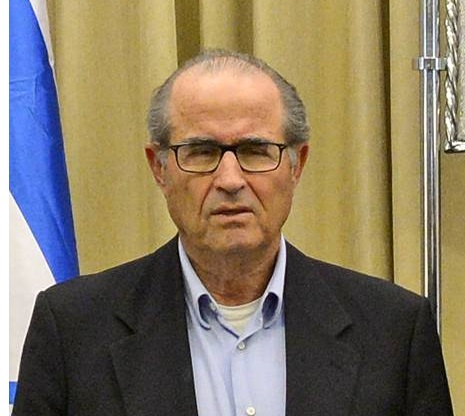
Schabtai Schavit (2015)

Schabtai Schavit (hebräisch שבתי שביט; geb. 17. Juli 1939 in Nescher; gest. 5. September 2023 in Italien) war ein israelischer Geheimdienstler. Er war von 1989 bis 1996 Generaldirektor des israelischen Auslandsgeheimdienstes Mossad.

## Leben
Schavit gehörte der Spezialeinheit Sajeret Matkal der Israelischen Streitkräfte an. Seine akademische Ausbildung absolvierte er an der amerikanischen Harvard University.
Innerhalb des Mossad hatte Shavit verschiedene Posten inne, bevor er 1989 zum Direktor des Geheimdienstes ernannt wurde. Er war der letzte Mossad-Direktor, dessen Name während seiner Amtszeit nicht in der Öffentlichkeit genannt wurde. Er war lediglich als „S“ bekannt. Nach dem Mord an Israels Premierminister Jitzchak Rabin und verschiedenen Fehlschlägen musste er zurücktreten. Am 24. März 1996 wurde Generalmajor Dani Jatom zum neuen Generaldirektor ernannt.
2001 wurde er Vorsitzender des Internationalen Instituts für Terrorismusbekämpfung am interdisziplinären Zentrum in Hertzlija.
Er starb am 5. September 2023 im Alter von 84 Jahren während eines Urlaubsaufenthalts in Italien.